# Красноріченська селищна рада
Красноріченська селищна рада — орган місцевого самоврядування у Кремінському районі Луганської області з адміністративним центром у смт Красноріченське.

## Загальні відомості
Історична дата утворення: в 1973 році. Водоймища на території, підпорядкованій даній раді: річка Красна.

## Населені пункти
Селищній раді підпорядковані населені пункти:
- смт Красноріченське
- с. Залиман
- с. Площанка

## Склад ради
Рада складається з 30 депутатів та голови.

### Керівний склад ради
| ПІБ                           | Основні відомості                                           | Дата обрання | Дата звільнення |
| ----------------------------- | ----------------------------------------------------------- | ------------ | --------------- |
| Свічкар Володимир Васильович  | Селищний голова, 1958 року народження, освіта, безпартійний | 26.03.2006   | 31.10.2010      |
| Нагорянська Тетяна Олексіївна | Селищний голова, 1954 року народження, освіта вища          | 31.10.2010   |                 |

Примітка: таблиця складена за даними джерела